# Metal Machine Music
Metal Machine Music (z podtytułem The Amine β Ring) – piąty album Lou Reeda wydany w czerwcu 1975. Reedycji na CD dokonała w 2000 wytwórnia Buddha Records.

## Lista utworów
| 1. | "Metal Machine Music, Part 1" (L. Reed) | 16:10   |
|    |                                         |         |
| 2. | "Metal Machine Music, Part 2" (L. Reed) | 15:53   |
|    |                                         |         |
| 3. | "Metal Machine Music, Part 3" (L. Reed) | 16:13   |
|    |                                         |         |
| 4. | "Metal Machine Music, Part 4" (L. Reed) | 15:55   |
|    |                                         |         |
|    |                                         | 1:04:11 |
|    |                                         |         |